# Rubroboletus demonensis
Espèce
Statut de conservation UICN

 DD  : Données insuffisantes
Rubroboletus demonensis est une espèce toxique très rare de champignons (Fungi) basidiomycètes du genre Rubroboletus dans la famille des Boletaceae. C'est une espèce intermédiaire entre Rubroboletus legaliae et Rubroboletus rubrosanguineus. Elle peut être définie comme R. rubrosanguineus avec un habitat dans les bois de feuillus thermophiles. Elle se distingue par la couleur de son chapeau qui devient rapidement rouge pourpre.

## Taxonomie
Le nom binominal accepté (et basionyme) est Rubroboletus demonensis Vasquez, Simonini, Svetasheva, Mikšík & Vizzini, 2017.

### Synonymes
Rubroboletus demonensis a pour synonymes :
- Boletus rhodopurpureus f. polypurpureus s. Ruiz Fernandez & Ruiz Pastor, Guía Micologica Tomo n. 4, Supl. Orden Boletales en España: 62 (2006)
- Boletus rubrosanguineus s. Calzada Dominguez 2007, Guía de los Boletos de España y Portugal: 163 (2007)
- Boletus legaliae s. Rodà, Funghi Aspromontani Comparati Boletales: 96 (right), 97 (top), countercover (2012)

### Phylogénie
Rubroboletus demonensis a été décrit en 2017 pour intégrer les spécimens précédemment signalés comme Boletus rhodopurpureus f. polypurpureus (2006), Boletus rubrosanguineus (2007) et Boletus legaliae (2012) ainsi que de nouvelles découvertes. Par conséquent, bien qu'elle n'ait été publiée que récemment, en termes d'écologie, il ne s'agit pas d'une espèce peu connue.
En Macédoine du Nord, les espèces de ce groupe de bolets (R. rubrosanguineus, R. legaliae) partageant des préférences écologiques similaires sont rarement trouvées, dans pas plus de cinq sites au total, R. demonensis inclus.

### Étymologie

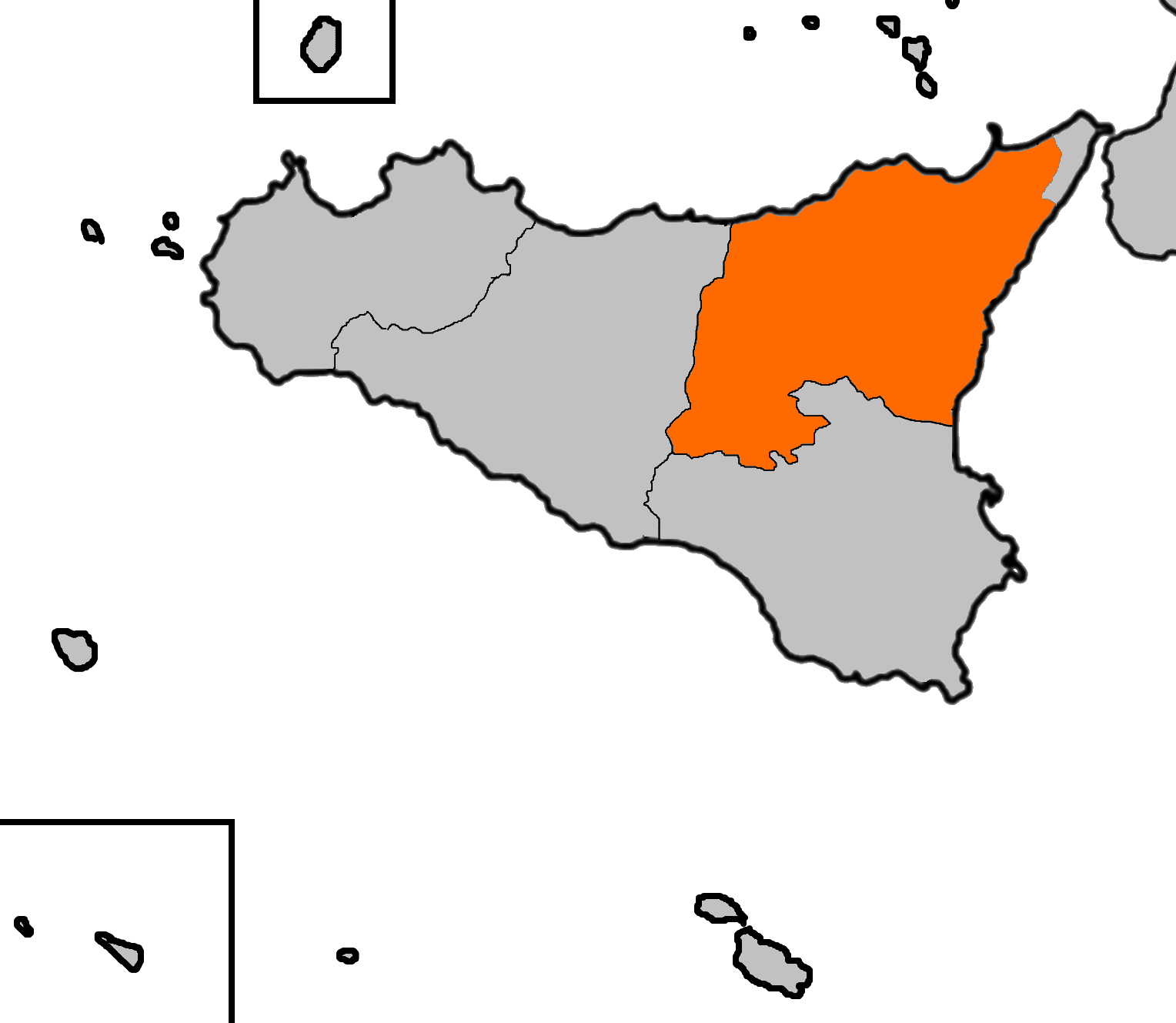
Le Val demone, la zone comprenant les premières stations de R. demonensis découvertes.

L'épithète spécifique du nom du taxon vient du mot latin demonensis et fait référence à l'ancien nom Valdemone, qui était l'une des trois vallées (valli) ou domaines réels (reali dominii) dans lesquels la région de la Sicile était subdivisée depuis la domination musulmane jusqu'à la période des Bourbons ; le Val demone, par rapport au Val di Noto et au Val di Mazzara, constitue la partie nord-est de la Sicile, une zone qui correspond étroitement à l'habitat actuel de R. demonensis.
En outre, l'épithète demonensis rappelle bien les caractéristiques particulières de l'espèce, à savoir la couleur rouge flamboyant du chapeau et des pores, caractéristiques partagées avec d'autres espèces « diaboliques » proches, appartenant au même genre (R. satanas). En outre, des circonstances imprévisibles auraient voulu que l'une des premières stations de croissance de R. demonensis soit la localité Pizzo Inferno (c'est-à-dire le pic de l'enfer) sur la chaîne des Nebrodi, dans la commune de Floresta.

## Description du sporophore
Les bolets sont des champignons dont l'hyménophore à tubes se sépare facilement de la chair du chapeau, avec un pied central assez épais et une chair compacte. Ils ont un chapeau rond devenant convexe à mesure qu’ils vieillissent. Les caractéristiques morphologiques de R. demonensis sont les suivantes,, :
Son chapeau mesure 6 à 15 cm. Sa marge est plus au moins régulière jeune, puis plus au moins ondulée-lobée. Le chapeau est d'abord blanchâtre, gris pâle, ocre pâle, et bientôt, à partir de la marge, rose-lilas pâle sale, puis fortement variable de gris clair à rose-lilas, rose chair, rouge pourpre, rouge sang pourpre. La surface est typiquement tomenteuse et sèche au début. Souvent, dans les grands sporophores matures, le chapeau apparaît agréablement rouge brillant, plus foncé lorsqu'il est meurtri. En regardant de près la surface du chapeau, également à l'aide d'une loupe, on peut remarquer de minuscules écailles concolores en relief,,.
L'hyménophore présente des tubes mesurant 0,5-1,2 (-2) cm, de couleur jaune foncé à vert olive, bleuissants à la pression ou à la coupe. Les pores sont  généralement rouge pourpre dès le début, rouge foncé, bleuissants à la pression, dans les sporophores âgés jaune-orange vers le bord du chapeau. La sporée est de couleur brun tabac,,.
Son stipe mesure 8 à 12 cm de long et 4 à 8 cm de large, il est orné d'un réseau. Sa surface est orangeâtre au début, avec une base violacée, puis, passant par des tons intermédiaires orange-rouge, à la fin rouge vif, rouge sang, rouge pourpre, souvent plus sombre à la base, souvent avec une bande évidente jaune foncé ou jaune orangé dans la partie supérieure,,.
La chair est ferme, jaunâtre, modérément bleuissante. Sa saveur est douce, légèrement acide. Son odeur est faible, fongique et agréable,,.

### Réactions chimiques
Il se produit une réaction amyloïde dans la chair à la base du stipe, selon la procédure d'Imler (Imler 1950) : les tissus à la base du stipe ne sont pas amyloïdes dans toutes les collections si on les examine au microscope.

### Caractéristiques microscopiques
Ses basides sont généralement à 4 spores, hyalines, (23.8-) 31.3-47.7 (-62.6) × (4.2-) 7.7-12.7 (-13) µm (34/2/2). Ses cystides faciales sont fusiformes, versiformes, parfois lagéniformes ou hyalines, (15,5-) 29,5-44,7 (-50,7) × (4,2-) 5,3-7,7 (-9,5) (64/2/2). Ses cystides marginales sont similaires aux cystidies faciales mais plus petites, plutôt versiformes que fusiformes ou lagéniformes, hyalines (15.8-) 20-29 (37.2) × (3.5-) 4.3-6.3 (-7.9) (46/2/2). Le pileipellis présente un trichodermium enchevêtré, tendant vers un cutis, souvent gélatinisé chez les individus matures, constitué d'éléments minces, cylindriques, s'effondrant progressivement lors du développement des basidiomes. Ses éléments terminaux mesurent (33.3-) 32.9-42.9 (-44.3) × (5-) 5.2-5.9 (-6.9) µm (138/5/5), Q = (6.6-) 6.4-8.1, Qm = 7.3, avec une pointe arrondie ou effilée, parfois clavée, rarement capitulée ou en forme de poire, avec un pigment vacuolaire jaune pâle et des pigments incrustés çà et là, principalement dans les hyphes les plus profonds et les plus proches de l'hypoderme. Le trama hyménophoral est boletoïde au sens de Singer (1965, 1967),,.

## Galerie

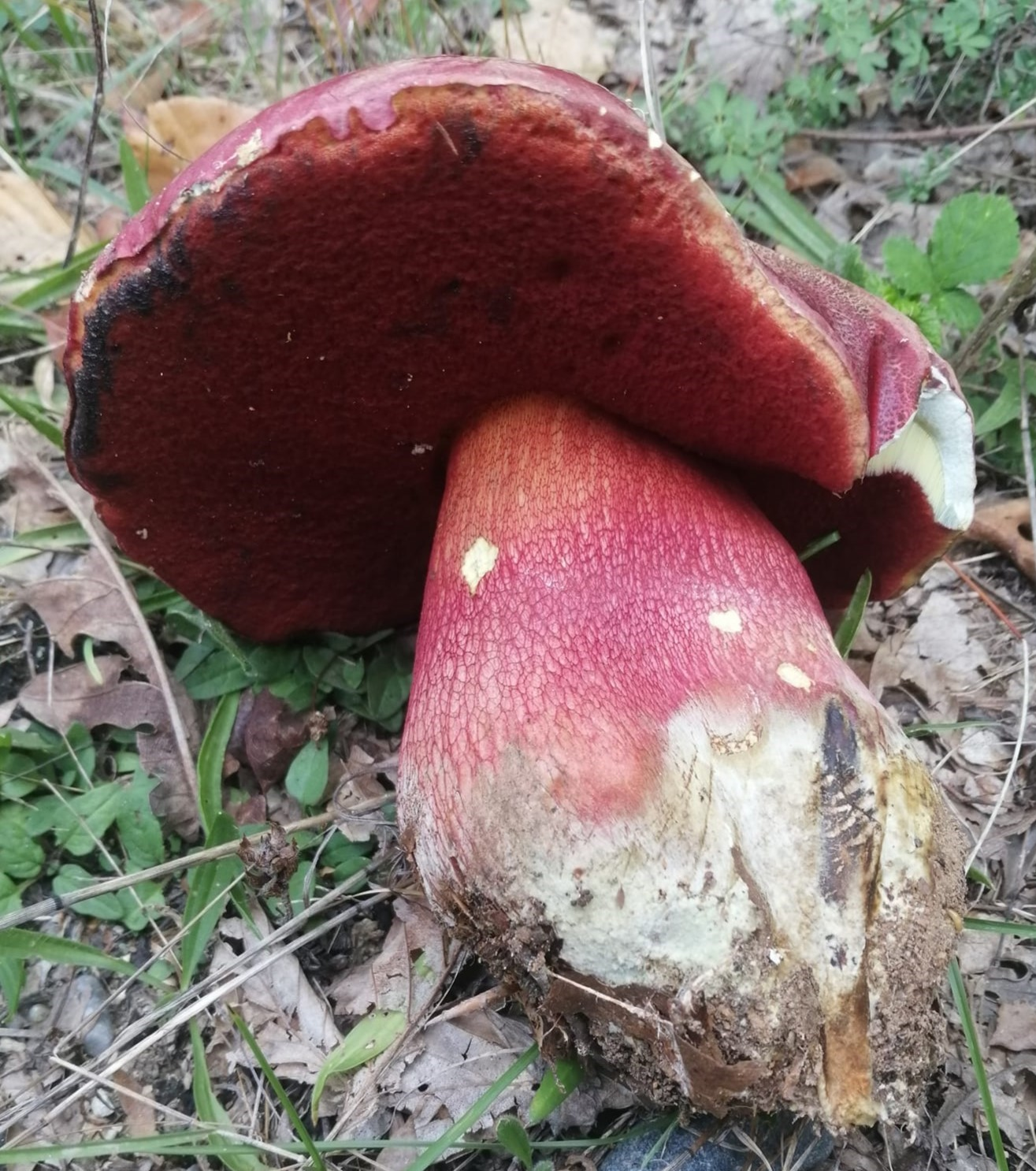
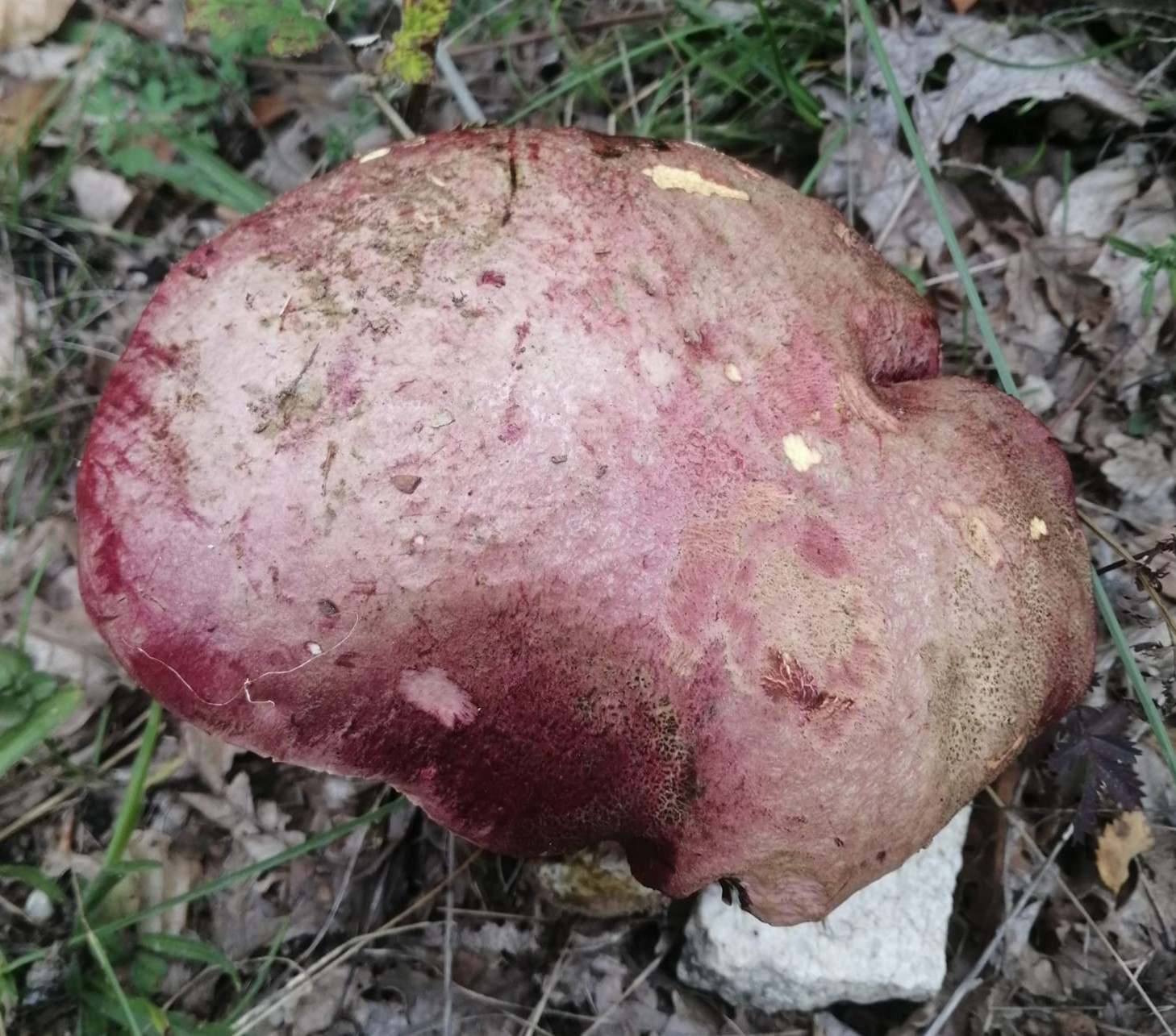
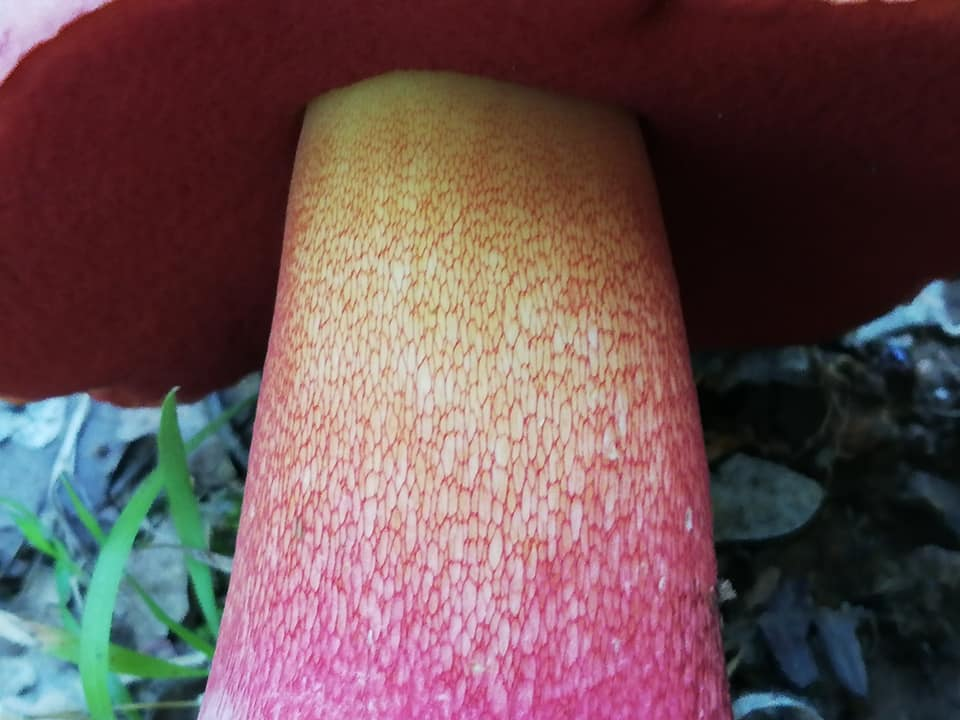
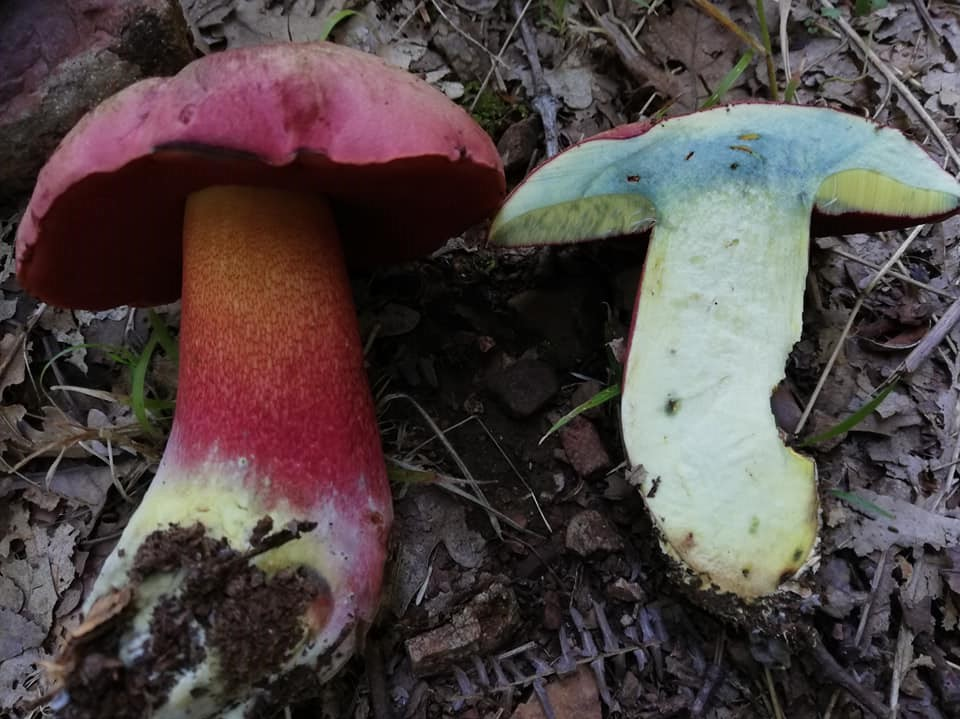
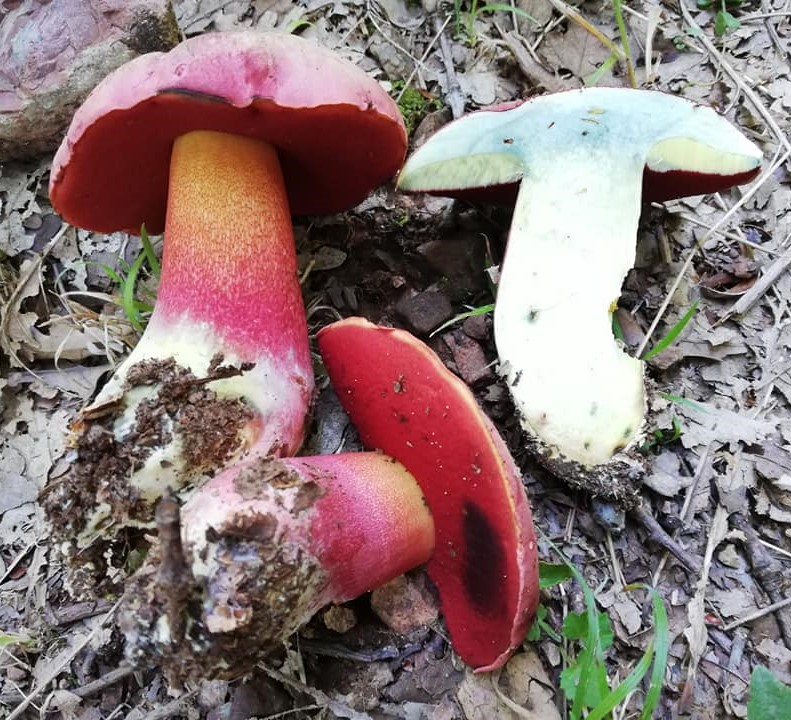

## Habitat et distribution
Il s'agit un champignon ectomycorhizien, thermophile, vivant dans les sols acides et siliciques, en été. Il pousse en petits groupes de sporophores dans les forêts chaudes de feuillus, en montagne ou, dans certains cas, dans des forêts mixtes de feuillus et de conifères (Pinus nigra et Taxus baccata), jamais avec des conifères purs. Il préfère les forêts mésiques de chênes à feuilles caduques (Quercus pubescens sensu lato, Q. cerris, Q. congesta et Q. virgiliana), rarement avec des chênes verts (Q. ilex). Il est commun dans les châtaigneraies (Castanea sativa), pures ou mélangées, et à des altitudes plus élevées avec le hêtre (Fagus sylvatica). Il est généralement trouvé en juin après les pluies de la fin du printemps et, n'aimant pas la sécheresse estivale, disparaît pendant la période la plus chaude de juillet et d'août, puis réapparaît en septembre. Durant les automnes plus chauds, on peut l'observer jusqu'à la première moitié du mois d'octobre,,.

## Comestibilité
Comme d'autres espèces proches du genre Rubroboletus, Rubroboletus demonensis est probablement toxique ,,.

## Confusions possibles

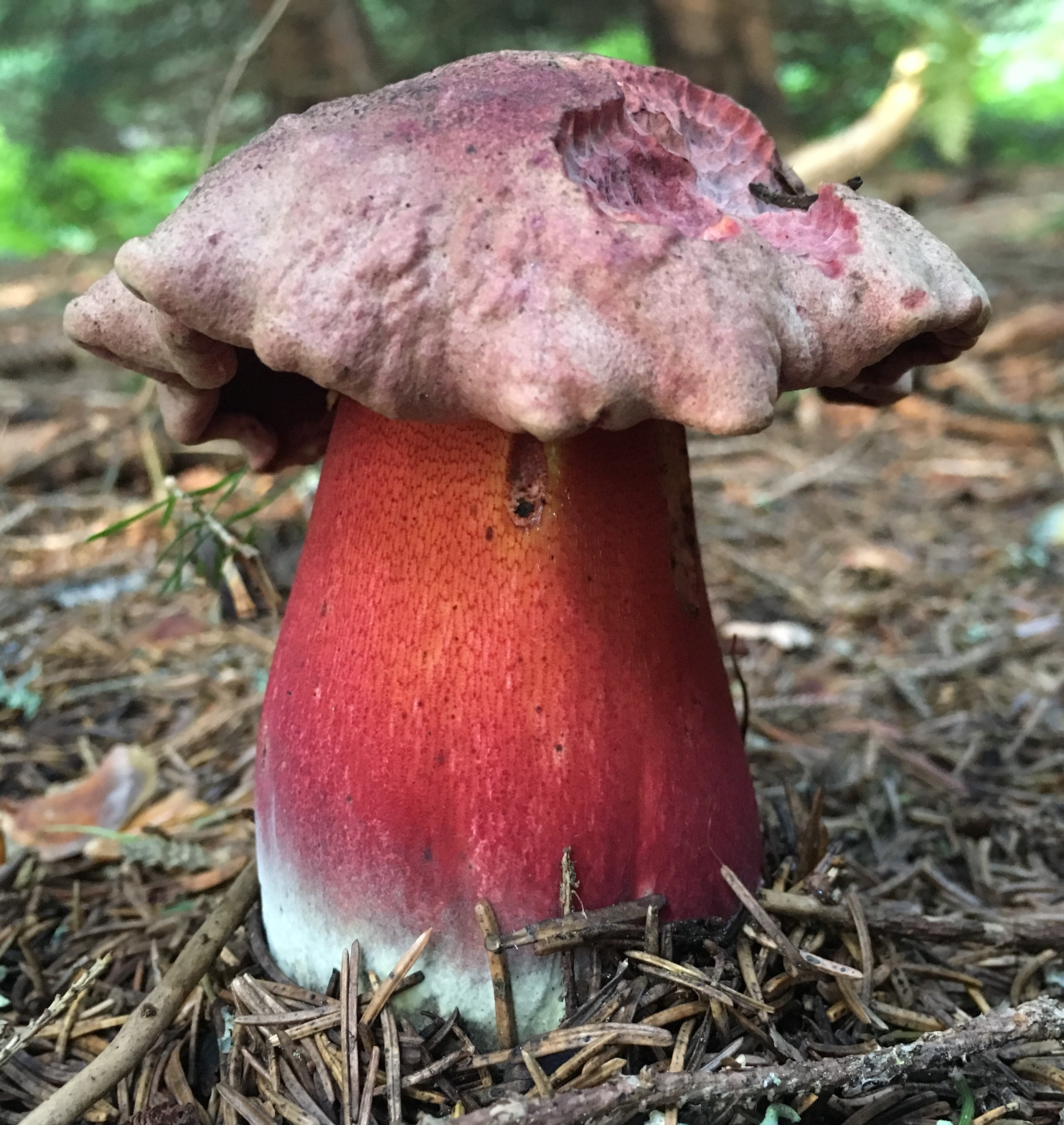
R. rubrosanguineus ici est extrêmement semblable à R. demonensis, sauf que R. demonensis vient plutôt sous feuillus et pas sous épicéas.

- Le Bolet chicorée (Rubroboletus legaliae), notamment durant les premiers stades de croissance, peut être confondu avec, lorsque la cuticule est blanchâtre, par la suite il conserve plus ou moins cette couleur du chapeau même si elle est parfois localisée et qu'il est difficile pour la cuticule de devenir entièrement rouge. Toxique.
- Le Bolet rouge sang (Rubroboletus rubrosanguineus), qui a des couleurs similaires à celles du chapeau, mais qui est plus petit et pousse principalement dans les forêts montagneuses de conifères. Son stipe présente un réseau particulièrement dense et allongé qui donne une couleur rouge sang uniforme à l'ensemble du stipe, sans zone apicale jaune. Toxique.
- Le Bolet rouge et jaune (Rubroboletus rhodoxanthus), dont la chair du stipe ne change pas de couleur et dont la couleur du chapeau n'atteint pas un rouge intense. Toxique.
- Le Bolet vieux rose (Imperator rhodopurpureus), qui présente une forte teinte bleu foncé lorsqu'il est coupé ou même lorsqu'il est manipulé sur toutes les surfaces, de telle sorte qu'il devient entièrement noir en cas de manipulation intense[1]. Toxique.